# Ragtime

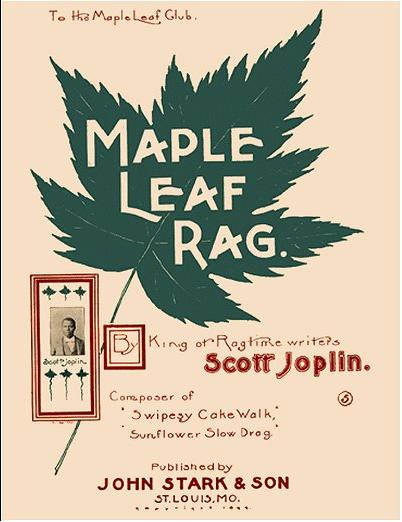
Cubierta de la segunda edición del Maple Leaf Rag («Ragtime de la hoja de arce»), uno de los ragtimes más famosos.

Ragtime (ragged-time, «tiempo rasgado»), abreviado en ocasiones como «rag», es un género musical estadounidense que se popularizó a finales del siglo XIX derivado de la marcha, caracterizado por una melodía sincopada y un ritmo acentuado en los tiempos impares (primer, segundo y tercero). Entre sus raíces aparecen elementos de marcha en el estilo de John Philip Sousa y de ritmos provenientes de la música africana.
Es una de las primeras formas musicales verdaderamente afroamericana y una de las influencias en el desarrollo del jazz. Su principal compositor fue Scott Joplin, quien saltó a la fama tras la publicación en 1899 del Maple Leaf Rag, el cual, junto con otros éxitos posteriores, contribuyó a definir la forma conocida como ragtime clásico, con una armonía, estructura y métrica particular, en contraste con las formas más primitivas de ragtime caracterizadas por una mayor flexibilidad.
La música ragtime surgió en las comunidades afroamericanas a finales del siglo XIX y se convirtió en una forma de música popular claramente estadounidense. Está estrechamente relacionada con la marchas estadounidenses. Las piezas de ragtime suelen contener varios temas distintos, a menudo dispuestos en patrones de repeticiones y repeticiones. Scott Joplin, conocido como el "Rey del Ragtime", alcanzó la fama gracias a composiciones como "Maple Leaf Rag" y "The Entertainer". El ragtime influyó en los comienzos del jazz, Harlem Stride piano, Piedmont blues y compositores clásicos europeos como Erik Satie, Claude Debussy e Igor Stravinsky. A pesar de verse eclipsado por el jazz en la década de 1920, el ragtime ha experimentado varios resurgimientos, sobre todo en los años 50 y 70 (este último renacimiento debido en gran parte al uso de "The Entertainer" en la película The Sting). La música se distribuía principalmente a través de partituras y rollos de piano, con algunas composiciones adaptadas para otros instrumentos y conjuntos.
Inicialmente se trataba de una música "compuesta", esto es, no improvisada, y se nutría de formas clásicas como el minueto o el vals, organizadas en varias partes o secciones de 16 compases, cuya temática melódica podía ser totalmente independiente. Esto ha llevado a muchos autores a considerar que el ragtime es uno de los primeros ejemplos de música específicamente americana.

## Desarrollo histórico
El ragtime se origina en las comunidades musicales afroamericanas a finales del siglo XIX, con la interpretación de las marchas popularizadas por las bandas blancas y música clásica europea adaptadas a los ritmos sincopados de la música africana. Los primeros ragtime impresos surgen a mediados del siglo XIX, pero existen pocos documentos históricos de la fase temprana del ragtime.
La tradición establece que el primer ragtime impreso fue Mississippi Rag de William Krell en 1897 y el primer compositor blanco en publicar un ragtime fue Tom Turpin con Harlem Rag en ambos casos presentando un estilo consistente, evidencia de que el ragtime ya había evolucionado durante cierto tiempo hasta adquirir una forma particular.
Ese mismo año, Scott Joplin, compositor más popular del ragtime, inicia la composición del «Maple Leaf Rag» que publicaría dos años después y que se convirtió en el ragtime más famoso de la época, cimentando al mismo tiempo los cánones de lo que se denomina ahora como ragtime clásico. En breve tiempo el ragtime adquirió una enorme popularidad, aunque por emanar de las clases bajas encontró oposición de los críticos serios. Su popularidad propició que empresarios musicales aprovecharan el término para promocionar piezas que, a pesar de llevar el término «rag» en el título, difícilmente podrían considerarse piezas de ragtime, el cual para entonces ya había adquirido una estructura y características definidas.
Aunque existen ragtimes compuestos para diferentes instrumentos (banjo, guitarra, bandas de metales), se suele considerar esencialmente como un género musical correlativo al piano y su ascendencia se encuentra ligada al aumento de la difusión de pianos en los Estados Unidos hacia fines del siglo XIX y de los avances tecnológicos en las pianolas que para 1919 constituían la mitad de la producción pianística de ese país. No obstante, se trató de un género sumamente utilizado también como música de orquesta.

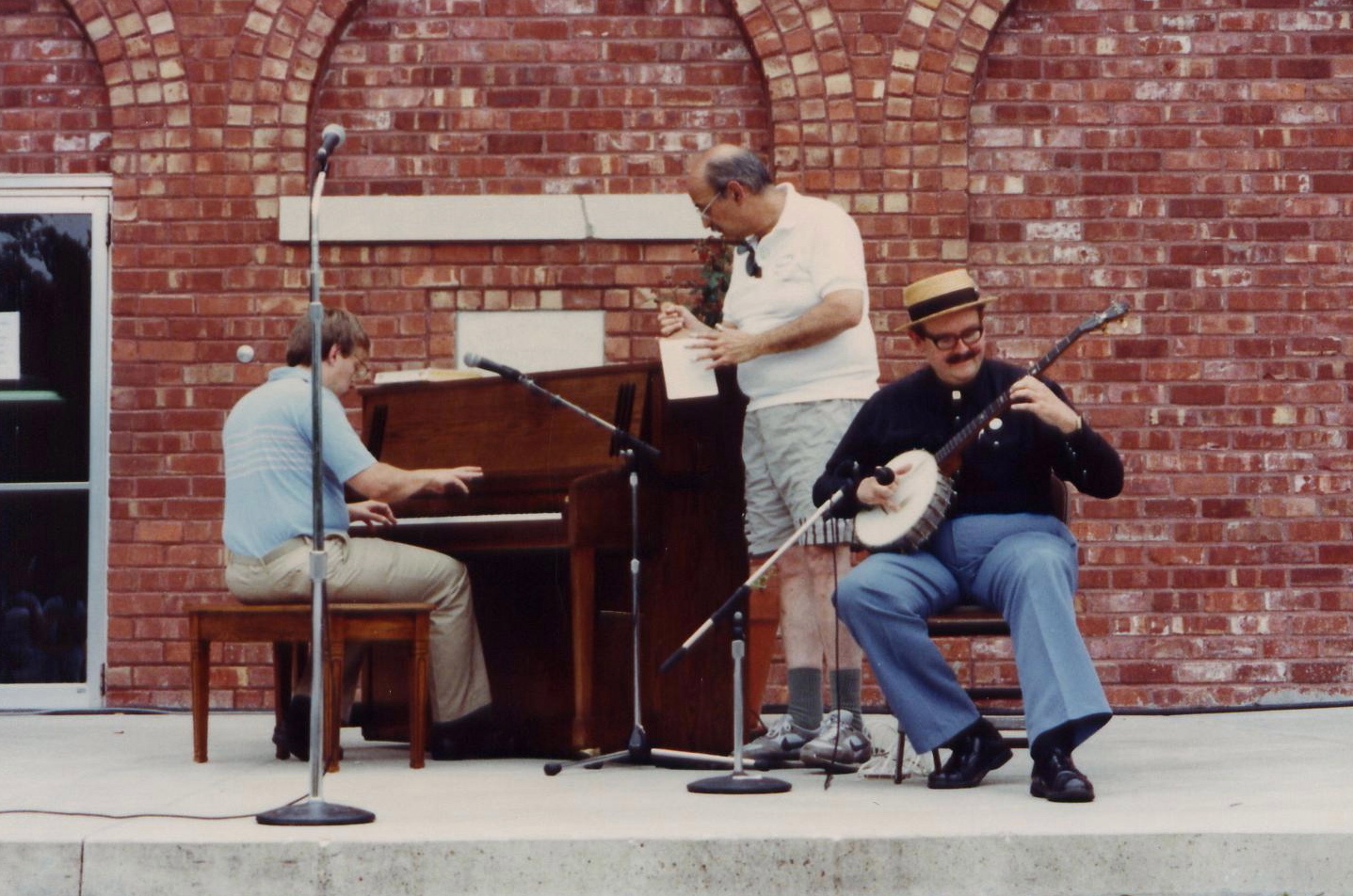
Scott Joplin Ragtime Festival, 1990.

A pesar de su gran difusión, el ragtime surge y se desarrolla en una pequeña región en el estado de Misuri, principalmente en Sedalia donde se establecieron varios de los principales compositores de ragtime (de manera similar a como Nueva Orleans congregaría más adelante a pioneros del jazz) y donde también radicó Tom Stark, el principal editor musical y defensor del ragtime. Otros focos de actividad fueron Cartago donde se estableció James Scott, quizás el compositor de ragtime más importante después de Scott Joplin, y San Luis donde se establecieron Tom Turpin y Artie Matthews.
Una forma de ragtime conocida como «piano novedoso» o «ragtime novedoso» surgió al disminuir la popularidad del ragtime tradicional, el cual dependía de pianistas amateur y ventas de partituras, mientras que el ragtime novedoso aprovechó las innovaciones en la tecnología de rollos de pianola y grabaciones fonográficas para permitir un estilo más complejo y pirotécnico. Dentro de esta corriente destacan compositores como Zez Confrey cuya pieza «Kitten on the Keys» («El minino en el teclado») popularizó el estilo en 1921.
El ragtime también es una de las raíces del stride piano, un estilo con mayor énfasis en la improvisación que ganó popularidad en los 20 y los 30. Los elementos del ragtime permanecieron en la mayoría de la música popular de los 20 y jugó también un rol central en el desarrollo del estilo que sería conocido posteriormente como Piedmont blues. De hecho, mucha de la música interpretada por artistas del género, tales como el Reverendo Gary Davis, Blind Boy Fuller Elizabeth Cotten y Etta Baker podrían denominarse «ragtime para guitarra»."
El ragtime empezó a perder popularidad frente al jazz a fines de la década de 1910, pero reapareció el fervor por él por sorpresa en 1911 con el hit "Alexander's Ragtime Band", con música y además letras de Irving Berlin. El éxito de esta nueva canción hizo que Irving Berlin pensara en hacer una opera rag que no prosperó. El compositor Irving Berlin fue uno de los que lideró la evolución del ragtime y el jazz. Durante el decenio de 1910-1920 el ragtime puro va desapareciendo, pariendo otros géneros. A lo largo del siglo XX recobró auge en varias ocasiones, principalmente en la década de los 70 durante la cual el ragtime «The Entertainer» de Scott Joplin obtuvo un Grammy y formó parte de la banda sonora de la película The Sting.

## Forma musical
El ragtime es el resultado de integrar la marcha en el estilo de John Philip Sousa con los polirritmos africanos, por lo que usualmente lleva un metro de 2/4 o 4/4 con un patrón de bajo de octavas en la mano izquierda en los tiempos impares y acordes tríada usualmente ejecutados en primera o segunda inversión en los tiempos pares, acompañado de una melodía sincopada en la mano derecha. Sin embargo existen ragtimes compuestos en cualquier metro, en particular, un ragtime con un metro de 3/4 se conoce como un «vals ragtime».
La característica que define a la música de ragtime es un tipo particular de sincopa en la que los acentos de la melodía se encuentran entre acentos,dando como resultado en una melodía que parece evitar ciertos tiempos del acompañamiento al poner énfasis en notas que anticipan o aparecen después del acento; el efecto final (y deseado) en el oyente es, de forma paradójica, el de reforzar el acento. Scott Joplin conocido como el «rey del ragtime» describió tal efecto como «extraño e intoxicador».

### Ragtime clásico
El editor musical John Stark acuñó el término «ragtime clásico» para describir un estilo particular de ragtime y diferenciarlo de ragtime previo. Es esta forma musical la que hoy en día se reconoce principalmente como ragtime y tiene las siguientes características:
- Usualmente en compás de 2/4.

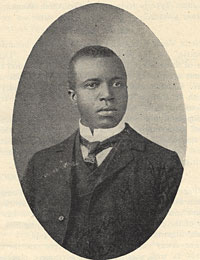
Scott Joplin (1907)

- Comienza con una introducción de 4 compases
- La pieza tiene una estructura AABBACCDD.[7]
- Cada una de las secciones anteriores consta de 16 compases, divididos en 4 frases a su vez de 4 compases de duración.
- La sección C introduce un cambio en la tonalidad a la subdominante de la clave original.

Después de la introducción, se ejecuta una sección de 16 compases, representada por A que se repite de forma inmediata, seguida de la sección B, también de 16 compases y que nuevamente se repite, para retomar de nuevo la sección A que funciona como puente para enlazar las dos primeras partes con el cambio de tonalidad. Finalmente se ejecutan pares secciones de 16 compases C y D aunque estas últimas secciones cambian la tonalidad a la subdominante: por ejemplo, si las primeras secciones se encuentran en tonalidad de do mayor, la tercera sección cambia a la tonalidad fa mayor.
Aunque el anterior es un esquema general cuyos elementos eran frecuentes en las composiciones de la época, lo cierto es que cierta variación en la estructura: en ocasiones se pueden usar frases de 2 u 8 compases, la tonalidad de la última sección puede permanecer en la subdominante o regresar a la original e incluso se puede eliminar alguna de las repeticiones, entre otras variantes.
Como ilustración, se analiza a continuación uno de los ragtimes más famosos: «The Entertainer», de Scott Joplin, señalando el fin de cada sección de acuerdo al archivo enlazado en esta sección.
| Sección | Fin  | Tonalidad | Duración    | Notas                                      |
| ------- | ---- | --------- | ----------- | ------------------------------------------ |
| Intro   | 0:06 | do mayor  | 4 compases  |                                            |
| A       | 0:34 | do mayor  | 16 compases |                                            |
| A       | 0:59 | do mayor  | 16 compases |                                            |
| B       | 1:24 | do mayor  | 16 compases |                                            |
| B       | 1:47 | do mayor  | 16 compases |                                            |
| A       | 2:12 | do mayor  | 16 compases |                                            |
| C       | 2:35 | fa mayor  | 16 compases | Cambio de tonalidad                        |
| C       | 2:58 | fa mayor  | 16 compases |                                            |
| coda    | 3:05 | do mayor  | 4 compases  | coda tomada de los 4 últimos compases de B |
| D       | 3:26 | fa mayor  | 16 compases |                                            |
| D       | 3:52 | fa mayor  | 16 compases |                                            |

## Influencia del Ragtime en la Música de Europa de inicios delSigloXX
El compositor francés Claude Debussy en la pieza "Golliwog’s Cake Walk", de la Suite para piano "Children’s Corner" (1908) fue influido por el Ragtime. También en dos preludios para piano: "Minstrels" (1910) y "General Lavine-eccentric". Eric Satie, pianista francés, con el "Ragtime du Paquebot", y "La Mort de Monsieur Mouche", compuesta en recuerdo de su amigo J.P. Contamine De Latour; "La Diva del imperio", una marcha escrita para Paulette Darty, "Piccadilly", subtitulado más adelante "Intermezzo Americain".
Además de la participación de Maurice Ravel: por ejemplo en fox-trot de "L'enfant et les sortilèges", el "blues de la Sonata para violín y piano", "concierto en sol" y "el concierto para la mano izquierda", ambas para piano de 1931. Algunas obras de Darius Milhaud: por ejemplo, los ballets "Le boeuf sur le toite" "La creación du Monde", que compuso después de un viaje a Harlem en 1922. Incluso el compositor suizo Arthur Honegger escribió obras en las que es evidente la influencia de la música afroamericana. Por ejemplo "Pacific 231", "Prélude et Blues" y el "Concertino para piano y orquesta".
Y de nuevo Erik Satie y Georges Auric, Honegger, Milhaud pertenecientes al grupo de Los seis en París, no ocultan su simpatía por el ragtime, a veces evidente en sus obras. En particular, la muestra de la música de Satie en América se manifiesta en «"La Transatlantique"», dibujando el estereotipo del rico heredero estadounidense que navegaba en los primeros transatlánticos en la ruta Nueva York-Europa en busca de fortuna o un título aristocrático en Europa

## Figuras destacadas
Como se ha señalado, el compositor más destacado de ragtime fue Scott Joplin, nacido en Texarkana el 20 de noviembre de 1868. Hacia mediados de la década de 1890 se establece en Sedalia donde estudia teoría musical y en donde compone en 1897 el «Maple Leaf Rag» aunque el editor John Stark no la publica sino hasta 1899. Entre otras composiciones destacadas se encuentran el vals «Bethena», «Pine Apple Rag» con un ritmo que anticipa el boogie-woogie, «The Cascades», «Elite Syncopations» y «Magnetic Rag» último rag que compuso.